# Alfonso Piccin

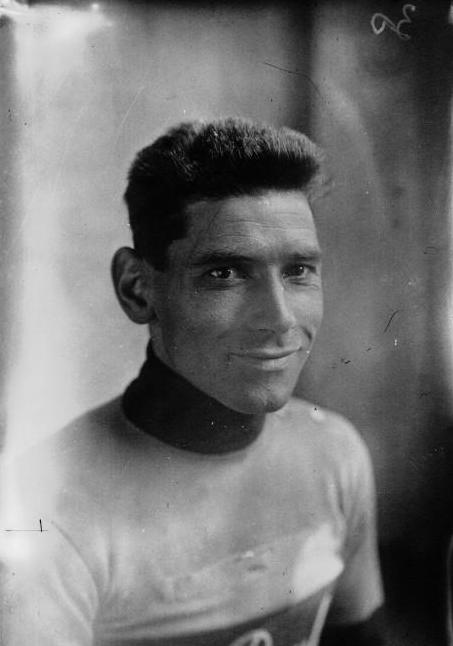
Alfonso Piccin in der Tour de France 1929

Alfonso Piccin (* 4. September 1901 in San Martino di Colle Umberto, Colle Umberto; † 8. September 1932 in Vittorio Veneto) war ein italienischer Radrennfahrer.

## Sportliche Laufbahn
Piccin war im Straßenradsport aktiv. 1924 gewann er die nationale Meisterschaft im Straßenrennen der Amateure.
Von 1924 bis 1932 war er als Berufsfahrer aktiv. 1927 siegte er im Giro del Veneto. 1928 gewann er den Giro dell’Emilia vor Pietro Fossati. 1927 wurde er im Giro di Lombardia Zweiter hinter Alfredo Binda.
Im Giro d’Italia von 1929 wurde er Achter, 1928 wurde er als 18. klassiert. Die Tour de France bestritt er 1925 und wurde 25. des Endklassements. In den Jahren 1926 und 1929 schied er aus.
Bis 1927 trat er insbesondere als Domestik von Ottavio Bottecchia auf. Bei der Trainingsfahrt, bei der Bottecchia auf mysteriöse Weise 1927 den Tod fand, begleitete er seinen aus dem gleichen Ort stammenden Freund Bottecchia allerdings nicht. Alfonso Piccin starb bei einem Radunfall im Alter von 31 Jahren.